# Vilhelm Gidner
Axel Arvid Vilhelm Gidner, född 6 maj 1901 i Skellefteå, död 20 augusti 1984, var en svensk lantmätare.
Gidner, som var son till löjtnant Anders Andersson och Catarina Lindahl, avlade studentexamen i Umeå 1920 och lantmäteriexamen 1925. Han var extra lantmätare 1925–1938, blev distriktslantmätare i Karlskoga 1938 och var stadsingenjör i Karlskoga stad 1945–1966. Gidner är begravd på Norra begravningsplatsen utanför Stockholm.